# Anthy-sur-Léman
Anthy-sur-Léman este o comună în departamentul Haute-Savoie din sud-estul Franței. În 2009 avea o populație de 1.966 de locuitori.

## Evoluția populației
| An        | 1975 | 1982  | 1990  | 1999  | 2006  | 2009  |
| --------- | ---- | ----- | ----- | ----- | ----- | ----- |
| Populație | 896  | 1.121 | 1.383 | 1.767 | 1.866 | 1.966 |